# Tomi Räisänen
Tomi Räisänen, finski skladatelj * 2. junij 1976, Helsinki, Finska.

## Biografija
Räisänen je študiral skladateljstvo od leta 2000 do 2006 na Sibeliusovi Akademiji pod vodstvom Erkki Jokinena in končal študij kot magister glasbe. Pred vpisom na univerzo je Räisänen študiral glasbo in skladateljstvo na Univerzi v Helsinkih pod vodstvom Harri Vuorija. Sodeloval pa je tudi na mnogih mednarodnih predavanjih, seminarjih in delavnicah pod vodstvom različnih skladateljev, kot na primer Louis Andriessen, Brian Ferneyhough, Jonathan Harvey, Michael Jarrell, Jouni Kaipainen, Magnus Lindberg, Philippe Manoury in Marco Stroppa.
Od leta 2000 naprej se je seznam del skladatelja Räisänen hitro širil in trenutno vsebuje okrog 70 skladb, katera zajemajo dela od solo glasbe pa do komornih in zborovskih del ter dela za orkestre. Räisänenova dela so med najbolj izvajanimi deli njegove generacije na Finskem. Njegova glasba je bila izvajana in predvajana v 38 državah po Evropi, Severni in Južni Ameriki, Aziji in Avstraliji. Leta 2007 je Räisänen osvojil mednarodno nagrado »Irino Prize« (deljena nagrada) na Japonskem z delom Stheno (2006). Leta 2002 je bil drugi na mednarodnem skladateljskem tekmovanju »2 Agosto« v Italiji z delom »Nomad« (2002). Räisänen pa si je pridobil tudi uspehe na drugih skladateljskih tekmovanjih na Finskem in v Avstraliji. Vsa Räisänenova dela so objavljena pod založništvom Editor TROY.

## Nagrade in odlikovanja
- 2009: na seznamu priporočenih del na drugem mednarodnem skladateljskem tekmovanju Uuno Klami (Finska) z delom "Horror vacui" (2008)[7]
- 2007: Prvo mesto (deljeno) na The Irino Prize (Tokio, Japonska) tekmovanju z delom "Stheno" (2006)[5]
- 2005: Finalist na MOECK Australian Recorder Composition (Avstralija tekmovanju z delom "Under the Apple Tree (version G)" (2004)
- 2004: Na seznamu priporočenih del na prvem mednarodnem skladateljskem tekmovanju Uuno Klami (Finska) z delom "Delirium nocturnum" (2002/2006)[8]
- 2002: Druga nagrada na "Concorco Internazionale di Composizione 2 Agosto" skladateljskem tekmovanju (Bologna, Italija) z delom "Nomad" (2002)[6]
- 1997: Častna pohvala na skladateljskem tekmovanju v Kuopio (Finska)  z delom "A Walk Throught the Felds of Symmetry" (1996)[9]

## Umetniška dela

### Dela za orkester
- Puumies (The Tree-Man) (2011)
- Fortuna favoris (2009)
- Magus Magnus (2008)
- Delirium nocturnum (2006)
- Variation on Mendelssohn's Wedding March (2005)
- Under the Apple Tree (version C) (2001/2002)

### Dela za komorni orkester oz. velike ansamble
- Louhen loitsut (Louhi's Spells) (2012)
- Die Sauna der 7 Brüder (version B) (2011)
- Die Sauna der 7 Brüder (version A) (2010)
- Broken Flower (2007)
- Abeyance (2005)
- Lacrimosa (2004)
- Under the Apple Tree (version E) (2001/2003)
- Battaglia (2002)
- Under the Apple Tree (version D) (2001/2002)
- Under the Apple Tree (version B) (2001)

### Dela za solo instrumente in orkester
- Piano Concerto :: Sublunar Mechanics (2011)
- Giant Butterfly (2006)
- Sea of Tranquility (2005)
- Duo Concertante (2004)
- Nomad (2002)

### Komorna glasba
- Gatekeepers (version C) (2003/2010)
- Ludi caeli (2006-2010)
- Midsommar(so)natten (2010)
- Gatekeepers (version B) (2003/2010)
- Around the Circle (version C) (2004/2010)
- L'homme armé (version B) (2003/2010)
- Löyly (2009)
- Under the Apple Tree (version J) (2001/2009)
- A Night at the Park Güell (2009)
- Grus (2008)
- Inside a Mechanical Clock (2008)
- Interludium intimum (2008)
- Horror vacui (2008)
- Under the Apple Tree (version I) (2001/2007)
- Liquid Mosaic (2007)
- Praeambulum durum (2006)
- Almtraum (2006)
- Stheno (2006)
- Under the Apple Tree (version H) (2001/2006)
- Piano Quintet (2005)
- Aulos at the Dionysian Feast (version B) (2004/2005)
- Aulos at the Dionysian Feast (version A) (2004)
- Around the Circle (version B) (2004)
- Around the Circle (version A) (2004)
- Triquad (2004)
- Euryale (2004)
- Insiders (2004)
- Under the Apple Tree (version G) (2001/2004)
- Gatekeepers (version A) (2003)
- Follow the Circle (2003)
- Elevator Music on Mars (2003)
- Under the Apple Tree (version F) (2001/2003)
- L'homme armé (version A) (2003)
- Diabolic Dialogue (version B) (2001/2002)
- Two Gardens (version B) (2000/2002)
- Diabolic Dialogue (version A) (2001)
- Two Gardens (version A) (2000)

### Solo dela
- Kyynelketju (Chain of Tears) (2007)
- Dreamgate (2006)
- Forged (2004)
- Time Labyrinth (2003)
- Peilisali (2002)
- Under the Apple Tree (version A) (2001)
- Nexusissimo (2000)

### Vokalna in zborovska glasba
- Laavlâ (2010)
- The City Listens (2007)
- Nexus (2000)
- Némulat (2000)

## Snemanja
- A Night at the Park Güell - Finnish Baryton Trio (Luminous Baryton, Edition Troy EDTCD 002, 2012)
- L'homme armé - Olli-Pekka Tuomisalo, Aki Virtanen (SaxCussion, OPTCD-11009, 2011)
- Ludi caeli - Helsinki Brass Quintet (H.B.Q., Edition TROY EDTCD-001, 2011) [10]
- Stheno - Erik Bosgraaf (nokkahuilu); Izhar Elias (kitara) (big eye, phenom records PH0713, 2007)
- Under the Apple Tree - Elisa Järvi (piano) (Piano Nyt!, Sibelius Academy SACD 17, 2004)